# Stadio Alberto Braglia
Stadio Alberto Braglia, dříve Stadio Comunale a také Stadio Cesare Marzari je fotbalový stadion v italském městě Modena, v regionu Emilia-Romagna. Od roku 1957 je pojmenován po trojnásobném olympijském vítězi ve sportovní gymnastice Albertu Bragliovi.

## Historie
Dne 12. září 1935 se městská rada Modeny rozhodla, že postaví novy sportovní areál. Práce začaly v létě 1936. První zápas na novém stadionu, který byl pojmenován Stadio Comunale se konal 11. října 1936 u příležitosti druholigového 5. kola v sezoně 1936/37 proti Cremonese (0:0). Práce pokračovaly další dva roky a byl dokončen v létě 1938 výstavbou kryté centrální tribuny. V září 1938 se změnil název na Stadio Cesare Marzari, pojmenované po bývalém místním fotbalistovi, který padl ve španělské občanské válce. Také má bronzovou bustu na centrální tribuně.
Po válce se musel kompletně zrekonstruovat, protože byl zasažen bombami. Po rekonstrukci se vrátilo název Stadio Comunale. V únoru 1957 se přejmenoval na Stadio Alberto Braglia, jako poctu trojnásobnému olympijskému vítězi ve sportovní gymnastice a rodákovi Modeny. V 60. letech umožnila kapacita stadionu pojmout kolem 30 000 diváků a také přístup pro stojící publikum.
Další rekonstrukce byli provedený mezi lety 2002–2003 ve dvou různých fázích, které umožnily zvýšit kapacitu stadionu na 17 000 míst v sezóně 2002/03 a následně na 20 507 na sezonu 2003/04. Dne 21. listopadu 2007 se na stadionu konal zápas mezi Itálií a Faerskými ostrovy, platný pro kvalifikaci na ME 2008. Vzhledem k aktuálním předpisům FIFA bylo nutné přizpůsobit celý systém s umístěním sedadel ve dvou obloucích, poslední dva sektory zůstaly bez regulace sedadla s opěradly. Během dvou měsíců říjen-listopad 2007 konečně stadion dosáhl kapacity 21 151 míst pro sezení.
V létě 2015, kdy na stadionu hrál klub Carpi v nejvyšší lize, byl trávník stadionu kompletně obnoven: nový trávník se skládal z 85 % zesílené přírodní trávy a 15 % syntetické trávy. Pod zemí je instalován i topný systém s hady pro zamezení námrazy, přičemž drenážní deska je vytvořena ještě hlouběji. To vše vedlo pole ke splnění povinných standardů pro Serie A, Serie B, soutěže UEFA a pro národní výběry.
Na stadionu se odehrály zápasy národního týmu mužů, do 21 let, žen, Ragbyového týmu a také utkání klubového Amerického fotbalu. Také zde měli koncert hudební skupiny jako U2, Sting, Prince, Guns N' Roses nebo Pink Floyd.